# Max Baer Jr.
Max Baer Jr. est un acteur, réalisateur, scénariste et producteur américain, né le 4 décembre 1937 à Oakland (Californie, États-Unis).

## Biographie
Max Baer Jr. est le fils du champion du monde des poids lourds de boxe Max Baer.

## Filmographie

### comme acteur

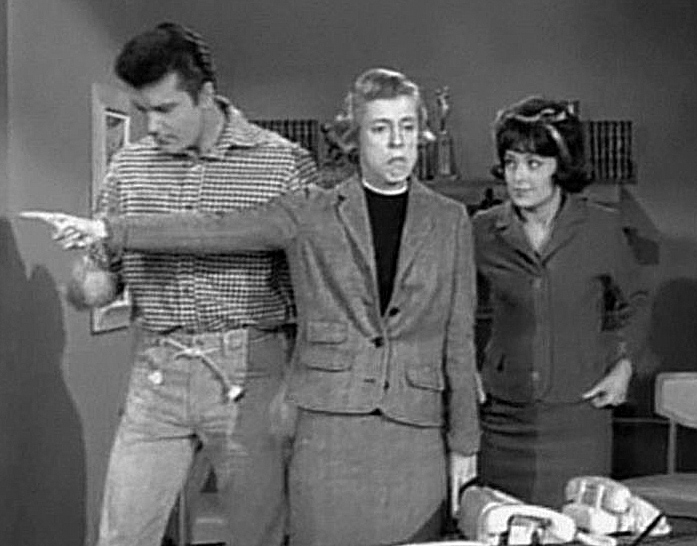
Avec Nancy Kulp et Sharon Tate (à droite) dans l'épisode The Giant Jackrabbit (1964) de la série The Beverly Hillbillies.

- 1962-1971 : The Beverly Hillbillies, série télévisée de Paul Henning : Jethro Bodine
- 1967 : La Poursuite des tuniques bleues (A Time for Killing) de Phil Karlson : Sgt. Luther Liskell
- 1971 : The Birdmen (en) (TV) : Tanker
- 1974 : Macon County Line (en) de Richard Compton (en) : Deputy Reed Morgan
- 1975 : The Wild McCullochs (en) : Culver Robinson
- 1979 : Hometown USA

### comme réalisateur
- 1975 : The Wild McCullochs (en)
- 1976 : Ode to Billy Joe (en)

### comme producteur
- 1974 : Macon County Line (en) de Richard Compton
- 1975 : The Wild McCullochs (en)
- 1976 : Ode to Billy Joe (en)

### comme scénariste
- 1974 : Macon County Line (en) de Richard Compton
- 1975 : The Wild McCullochs (en)